# John Stratton (Sänger)
John Reginald Stratton (* 1. August 1931 in Toronto; † 2. Januar 2001 ebenda) war ein kanadischer Sänger, Musikhistoriker und -produzent.

## Leben und Wirken
Stratton studierte in den 1950er Jahren Gesang in Toronto bei Gina Cigna und Aksel Schiøtz und in New York bei Florence Easton und Edward Johnson. Zwischen 1967 und 1974 nahm er beim Label Cantilena drei LPs mit Liedern, Auszügen aus Opern und kirchenmusikalischen Werken auf. 1968 gab er die Eröffnungsvorlesung zur Einweihung der neuen Quartiere des British Institute of Recorded Sound. Er war Spezialist für die Geschichte der Musikaufnahmen und schrieb Artikel darüber für den Record Collector und das Journal of the British Institute of Recorded Sound (Operatic singing style and the gramophone). 1982 gab er 46 LPs mit historischen Aufnahmen u. a. seiner Lehrer Florence Easton und Edward Johnson heraus. Sein besonderes Interesse galt den Mapleson Cylinders, einer Sammlung von mehr als 100 phonographischen Zylindern, die Lionel Mapleson zwischen 1901 und 1903 bei Aufführungen an der Metropolitan Opera aufgenommen hatte. Für seine Arbeit hierüber, die bei den Rodgers and Hammerstein Archives am Lincoln Center erschien, wurde er 1986 für einen Grammy nominiert. Von 1971 und 1991 unterrichtete Stratton am Ryerson Polytechnical Institute in Toronto.